# Ernie Kovacs
Ernie Kovacs (Trenton, Nueva Jersey, 23 de enero de 1919 – Los Ángeles, 13 de enero de 1962) fue un comediante estadounidense cuyo estilo cómico desinhibido, informal y dado a la experimentación visual influyó en numerosos programas televisivos años después de su fallecimiento ocurrido en un accidente de tráfico. Programas tan destacados y dispares como Rowan and Martin's Laugh-In, Monty Python's Flying Circus, The Uncle Floyd Show, Saturday Night Live, Captain Kangaroo, Sesame Street o  The Electric Company, y personalidades como David Letterman, Craig Ferguson y Chevy Chase, han recibido la influencia de Kovacs.
Tanto en pantalla como fuera de ella, de Kovacs siempre se podía esperar cualquier cosa, desde tener a un mono como mascota, a luchar con un jaguar en su show televisivo retransmitido en directo en Filadelfia.
Aunque Kovacs y su esposa, Edie Adams, recibieron nominaciones al Premio Emmy, su talento no fue formalmente reconocido hasta después de su muerte. Un cuarto de siglo después, fue incluido en el salón de la Fama de la Academia de Artes y Ciencias de la Televisión. Kovacs tiene también una estrella en el Paseo de la Fama de Hollywood por su trabajo televisivo, y en 1986 el Museum of Television & Radio (actual Paley Center for Media) presentó una exhibición de los trabajos de Kovacs bajo el título de The Vision of Ernie Kovacs.

## Inicios
Nacido en Trenton, Nueva Jersey, los padres de Kovacs eran Andrew, un emigrante que había llegado a los Estados Unidos procedente de Hungría a los 13 años de edad, y Mary.
El interés de Kovacs por el teatro se inició mientras estudiaba en el instituto. Estuvo profundamente influenciado por su profesor de arte dramático en el Trenton Central High School, Harold Van Kirk y, con la ayuda de él, obtuvo una beca para estudiar en la American Academy of Dramatic Arts en 1937.
En 1938 Kovacs era miembro de los Prospect Players y, durante sus vacaciones se dedicaba a actuar en compañías de teatro veraniego. Mientras se encontraba en Vermont en 1939, enfermó de neumonía y pleuritis, pasando un tiempo hospitalizado. Fue entonces cuando empezó a definirse su talento cómico mientras entretenía a los médicos y a los pacientes con sus travesuras. Cuando se repuso, sus padres se habían separado, motivo por el que volvió a Trenton para vivir con su madre.
Su primer trabajo pagado en el mundo del espectáculo llegó en 1941 como disc-jockey en la emisora radiofónica de Trenton WTTM, empresa para la que trabajó nueve años. Kovacs también trabajó en el ambiente teatral local, colaborando con la compañía Trenton Players Guild a principios de 1941. The Trentonian, un semanario local, le ofreció una columna en junio de 1945. Kovacs la llamaba "Kovacs Unlimited".
Consiguió su primer trabajo televisivo para la emisora afiliada a la NBC en Filadelfia, WPTZ (actual KYW-TV). El primer programa de Kovacs fue Pick Your Ideal. Al poco tiempo también presentaba Deadline For Dinner, un show dedicado a la cocina.
Three to Get Ready fue un programa innovador, el primer show televisivo destinado a la gran audiencia programado a primera hora de la mañana. El gran éxito de este programa fue uno de los factores que indujo a la NBC a crear The Today Show.
A principios de 1952 Kovacs también trabajaba en un programa matinal para la WPTZ titulado Kovacs On the Corner. El show guardaba cierto parecido con Sesame Street, con Kovacs paseando por un vecindario imaginario, y hablando con diferentes personajes. Al igual que ocurría con Three to Get Ready, el programa tenía algunos segmentos especiales, como el llamado "Swap Time". A Kovacs le retiraron el control creativo del programa poco después del debut del show, que se emitió entre el 4 de enero y el 28 de marzo de 1952—el mismo día que Three to Get Ready.

## Humor visual y personajes
En la WPTZ Kovacs empezó a utilizar un estilo libre y experimental en el cual tenían cabida los efectos de video, las superposiciones, apagones rápidos, y otros efectos. Era notorio por el uso de la abstracción y de los gags ilógicos, así como por permitir romper la cuarta pared. Las cámaras de Kovacs mostraban comúnmente a los espectadores más allá de los límites del decorado del show—incluyendo al equipo de rodaje y el exterior del estudio. Ernie utilizaba a menudo la casualidad, incorporando a sus programas lo inesperado.
El amor por lo espontáneo se extendió al equipo de Kovacs, que ocasionalmente le hacía bromas en directo para verle reaccionar.
Kovacs ayudó a desarrollar trucos de cámara que son comunes 50 años después de su muerte. Uno de ellos consistía en un pequeño decorado levemente inclinado con la cámara en la misma posición, de manera que se veían objetos deslizarse por una superficie que parecía horizontal.
Una de sus innovaciones fue el uso de un caleidoscopio hecho con servilletas de papel frente a las cámaras. También fue notorio un número en el que fumaba bajo el agua, con el "humo" siendo leche que mantenía en la boca.
Entre los números que diseñó figuran El lago de los cisnes interpretado por gorilas, un juego de póker con la música de la Quinta Sinfonía de Ludwig van Beethoven,  parodias de comerciales televisivos y de géneros cinematográficos, segmentos musicales en los que utilizaba objetos cotidianos, como los utensilios de cocina, etc. Otro número muy popular fue el Trío Nairobi, tres simios haciendo mímica siguiendo el tema musical de Robert Maxwell "Solfeggio".
Como muchos de los comediantes de la época, Kovacs hacía una rotación con personajes recurrentes. Sus personajes de mayor fama eran Percy Dovetonsils, Wolfgang von Sauerbraten, Mr. Question Man, Auntie Gruesome, Matzoh Heppelwhite, Pierre Ragout y Miklos Molnar.
Entre los programas televisivos de Kovacs figuran Three to Get Ready (de 1950 a 1952), It's Time for Ernie (1951), Ernie in Kovacsland, (1951), The Ernie Kovacs Show (1952–56), The Tonight Show, programa en el que colaboró como presentador con Steve Allen (1956–57), y los concursos One Minute Please, Time Will Tell, y Take a Good Look (1959–61). Además, Kovacs también fue panelista durante un corto período de tiempo en What's My Line? y actuó con regularidad en el programa radiofónico de la NBC Monitor.

## Especiales televisivos
Hizo varios programas especiales para la televisión, entre ellos el famoso Silent Show (1957), en el que aparecía su personaje Eugene. Tras la ruptura de la pareja formada por Dean Martin y Jerry Lewis, NBC ofreció a Lewis la oportunidad de presentar su propio especial televisivo de 90 minutos de duración. Lewis optó por utilizar únicamente 60 minutos, quedando los otros 30 libres. Nadie quería esa franja, pero Kovacs deseaba entrar en ella. Kovacs actuó con su personaje mudo, "Eugene," haciendo un programa de humor surrealista. El especial de Kovacs recibió más atención que el programa de Lewis, y a Kovacs le llegó su primera oferta cinematográfica, tuvo una portada en la revista Life, y ese año se le otorgó el Premio Sylvania. En 1961, Kovacs y su codirector, Joe Behar, recibieron el Premio del Gremio de directores de Estados Unidos por una segunda versión de ese programa emitida en la cadena ABC.
Quizás se consideran como sus mejores trabajos una serie de especiales rodados para la ABC en 1961–62, y por los cuales consiguió un Premio Emmy por el trabajo con la cámara. Kovacs y Joe Behar recibieron otro Premio del Gremio de directores de Estados Unidos por un Ernie Kovacs Special basado en el anterior programa de "Eugene".

## Kovacs y la música
Kovacs era amante de la música y de sus posibilidades humorísticas, y tenía un gusto musical ecléctico. Su principal tema musical era "Oriental Blues", de Jack Newlon.
Otros temas usuales en sus programas eran "Mackie Messer", el "Solfeggio" de Robert Maxwell, y "Sentimental Journey", en versión de Juan García Esquivel.
Kovacs utilizaba también música clásica como fondo de sus gags silenciosos, con piezas como el "Concierto para Orquesta" de Béla Bartók, "El amor de las tres naranjas" (de Serguéi Prokófiev), el final de la suite de Igor Stravinsky "El pájaro de fuego", y la pieza de Richard Strauss "Las alegres travesuras de Till Eulenspiegel".
Además, fue presentador de un álbum de jazz a beneficio de la American Cancer Society en 1957, Listening to Jazz with Ernie Kovacs. Era una grabación en la cual había músicos de la talla de los pianistas Jimmy Yancey y Bunk Johnson, el saxofonista Sidney Bechet, el guitarrista Django Reinhardt, el compositor y pianista Duke Ellington, y el trompetista Cootie Williams.

## Libros
Kovacs escribió en solo 13 días una novela, Zoomar: A Sophisticated Novel about Love and TV, basada en el pionero televisivo Pat Weaver.
Aunque trabajó en otros proyectos, Kovacs únicamente publicó otro título, How to Talk at Gin, publicado a título póstumo en 1962. Además, entre 1955 y 1958 escribió para MAD, y escribió el prólogo de la colección de 1958 Mad For Keeps: A Collection of the Best from Mad Magazine.

## Cine
Kovacs encontró el éxito en Hollywood como actor de carácter, a menudo interpretando a militares en filmes como Operation Mad Ball, Wake Me When It's Over y Our Man in Havana (Nuestro hombre en La Habana). Consiguió, además, buenas críticas gracias a sus papeles  en Bell, Book and Candle (Me enamoré de una bruja) y Strangers when we meet (Un extraño en mi vida), ambas de Richard Quine, así como It Happened to Jane (La indómita y el millonario), en la que se afeitó la cabeza y se la tiñó de gris. En 1960 fue Charlie Stark en la comedia Wake Me When its Over, y su papel favorito fue el que interpretó en Five Golden Hours (1961), con Cyd Charisse. El último film de Kovacs, Sail A Crooked Ship, fue estrenado poco después de su fallecimiento.

## Vida personal

### Primer matrimonio
Kovacs y su primera esposa, Bette Wilcox, se casaron el 13 de agosto de 1945. Al romperse el matrimonio, él luchó por la custodia de sus hijos, Elizabeth y Kip Raleigh, que le fue concedida por el tribunal al considerar que su esposa era mentalmente inestable. Wilcox posteriormente secuestró a los hijos y se los llevó a Florida. Tras una larga y cara búsqueda, Kovacs volvió a ganar la custodia.

### Segundo matrimonio
Kovacs y su segunda esposa, Edie Adams, se conocieron en 1951 cuando ella fue contratada para trabajar en Three To Get Ready, y se casaron el 12 de septiembre de 1954 en México, D.F.. La ceremonia fue presidida por el antiguo alcalde de Nueva York William O'Dwyer, y fue llevada a cabo en español, sin entender nada Kovacs y Adams. La pareja tuvo una hija, Mia Susan Kovacs. El matrimonio permaneció unido hasta el fallecimiento del humorista.

## Fallecimiento
Kovacs falleció en un accidente de tráfico ocurrido en Los Ángeles, California, el 13 de enero de 1962. En el transcurso de un chaparrón, el comediante perdió el control de su Chevrolet Corvair chocando contra un poste en la esquina de los bulevares Beverly Glen y Santa Mónica. Murió casi instantáneamente por lesiones craneales y torácicas.
A petición expresada con anterioridad por su marido, Adams organizó el funeral en la Iglesia de la Comunidad Presbiteriana de Beverly Hills. El féretro fue portado por Jack Lemmon, Frank Sinatra, Dean Martin, Billy Wilder, Mervyn LeRoy, y Joe Mikolas. En el funeral estuvieron presentes George Burns, Groucho Marx, Edward G. Robinson, Kirk Douglas, Jack Benny, James Stewart, Charlton Heston, Buster Keaton y Milton Berle.
Kovacs fue enterrado en el Cementerio Forest Lawn Memorial Park de Hollywood Hills, en Los Ángeles.

## Evasión fiscal
A menudo crítico con el sistema impositivo estadounidense, Kovacs debía al Internal Revenue Service varios cientos de miles de dólares en impuestos que se había negado a pagar.
Dicha situación afectó a su carrera porque se vio obligado a aceptar cualquier trabajo que le ofrecieran para hacer frente a la deuda. Así, trabajó en el concurso de la ABC Take a Good Look, actuó en shows de variedades como el de la NBC The Ford Show, y actuó en algunas películas de poca calidad. También por este motivo, en 1962 rodó un episodio piloto, no emitido, para una propuesta serie de la CBS, Medicine Man.
Como consecuencia de todo ello, su viuda tuvo que encargarse del pago de todas las deudas dejadas por Kovacs, algo para lo que rechazó la ayuda de sus amistades en el mundo del espectáculo.